# 648-й корпусной артиллерийский полк

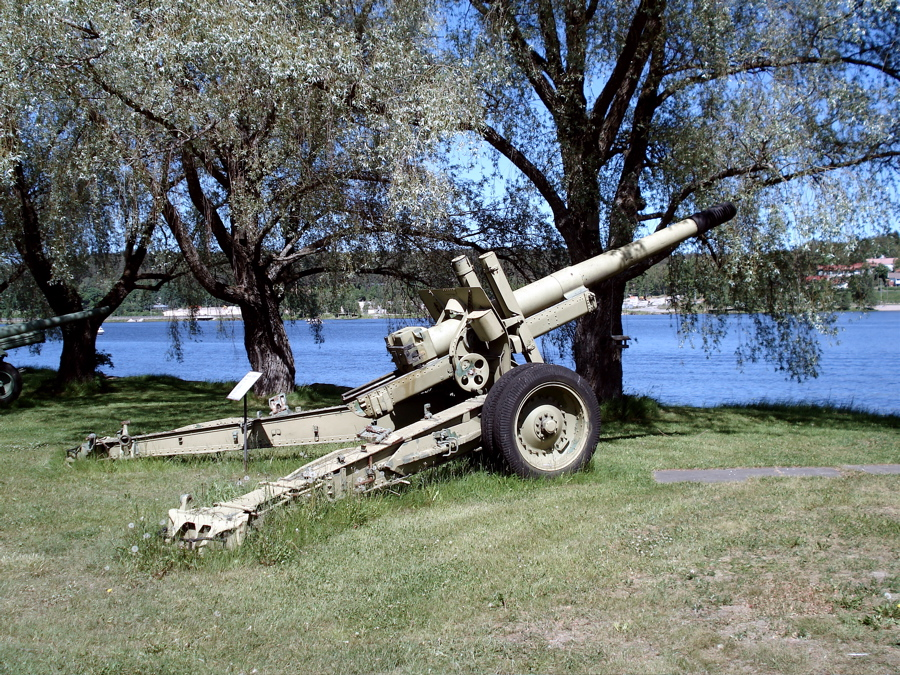
152-мм гаубица-пушка образца 1937 года

648-й корпусной артиллерийский полк, он же 648-й армейский артиллерийский полк Резерва Верховного Главнокомандования — воинское формирование Вооружённых Сил СССР, принимавшее участие в Великой Отечественной войне.
Сокращённое наименование — 648 кап, 648 аап РГК.

## История формирования
23 июня 1941 года 3-й дивизион 266-го корпусного артиллерийского полка 3-го типа 35-го стрелкового корпуса, который был расквартирован в городе Оргеев Молдавской ССР, начинает отмобилизовываться для формирования полка 2-й очереди — 648-го корпусного артиллерийского полка 2-го типа.

В штабе полка меня принял старший лейтенант И. А. Соколов и объявил, что с сего числа формируется 648-й корпусной артиллерийский полк; командир полка — майор В. М. Бачманов, начальник штаба — он, И. А. Соколов, помощник командира полка по хозяйственной части — майор М. С. Фёдоров, а я назначен начальником артиллерийского снабжения полка. Из «старого» полка к нам переходит в полном составе 3-й дивизион, а также часть начальствующего состава управления полка и полковая школа.— В. С. Мельников
Полк формировался по штату № 08/41: три дивизиона по двенадцать 152-мм гаубиц образца 1937 года; командующего и начальствующего состава — 145 человек; младшего состава — 368 человек; рядового состава — 1353 человек.
По приказу командира полка из 3-го дивизиона, имевшего хорошо обученный в мирное время рядовой, младший и средний начсостав, по одной батарее, а также воины всех специальностей из взвода управления были переданы во вновь формируемые дивизионы, где составили костяк для их формирования. Первое пополнение прибыло из Оргеевского уезда, для службы в артиллерии большинство из мобилизованных мало подходило: виной тому были неграмотность, незнание русского языка. 24 июня полк получил двенадцать 152-мм гаубиц-пушек, а через два дня ещё двадцать (четыре орудия в полк так и не поступили). К исходу 26 июня подразделения были укомплектованы, личный состав, расставленный по боевому расписанию, приступил к боевой подготовке. Потом прибыло пополнение из Донбасса, из Николаевской и Кировоградской областей. И знакомством с техникой, и грамотностью, и знанием русского языка, и желанием идти в бой они выгодно отличались от крестьян бессарабцев. В подразделения провели перестановку личного состава и вновь начали учёбу. Полк получил трактора и автомобили, большинство из которых прямо с полей, в плохом техническом состоянии. А в создаваемом полку отсутствовали ремонтные средства и было мало специалистов.
В декабре 1941 года 648-й корпусной артиллерийский полк был передан в состав АРГК и переименован в 648-й тяжёлый артиллерийский полк, а в апреле 1942 года преобразован в 648-й армейский артиллерийский полк 2-го типа РГК.
1 августа 1942 года 3-й дивизион полка обращён на укомплектование 594-го артиллерийского полка.
5 августа 1942 года на укомплектование полка обращён личный состав 233-го артиллерийского полка.
24 августа 1942 года из состава полка выделен 648-й истребительно-противотанковый полк (1-го формирования).
Приказом Народного комиссара обороны СССР № 102 от 1 марта 1943 года, за проявленную отвагу в боях за Отечество с немецкими захватчиками, за стойкость, мужество, дисциплину и организованность, за героизм личного состава, полк был преобразован в 110-й гвардейский армейский артиллерийский полк.

## Участие в боевых действиях
Период вхождения в действующую армию: 23 июня 1941 года — 1 марта 1943 года.
3 июля 1941 года 1-й и 2-й дивизионы полка погружены на станции Кишинёв и следуют к станции Раздельная, 3-й дивизион на марше в район Лопушка. 7 июля 1941 года 648-й корпусной артиллерийский полк 35-го стрелкового корпуса 9-й армии Южного фронта начинает сосредотачиваться в районе южнее станции Раздельная.

Уже почти три недели идёт война. Наш артиллерийский полк (648 ап РГК) наконец-то получает приказ развернуть боевые позиции. Это было на левом берегу Днестра. Правый берег уже в руках противника. До этого мы не сделали ни единого выстрела. У нас — тяжёлые 152-миллиметровые орудия на мехтяге. Весь личный состав передвигается на машинах. В основном это полуторки ГАЗ АА. Полк сосредоточен на станции Раздельная, неподалёку от Днестра. Там были выгружены наши орудия с тракторами, прибывшие из Кишинёва по железной дороге. Все же автомашины, проехав через Днестр по временному понтонному мосту, прибыли сюда своим ходом.— О. Д. Казачковский
Боевые действия полк начал в составе 48-го стрелкового корпуса генерала Малиновского поддерживая 30-ю стрелковую дивизию. В ночь на 13 июля полк выступил маршем из Раздельной в северо-западном направлении. 18 июля полк занял боевой порядок между Рыбницей и Дубоссарами: на огневых позициях по западному берегу реки Тростянец от Федосеевки до Новых Дойбан.
23 июля 1941 года полк был придан 80-му укреплённому району, вместе с 58-м отдельным пулемётным батальоном полк взял под защиту участок фронта длиной 22 километра. В этот же день 3-й дивизион полка открыл огонь по месту скопления автотранспорта и переправочных средств. За первые десять дней боя на рубеже реки Днестр полк вместе с пулемётным батальоном сорвал все попытки врага переправиться на своём участке обороны. Кроме этого, огнём полка были подавлены или уничтожены три артиллерийские и две миномётные батареи, подавлены и разрушены наблюдательный пункт и два штаба, сожжено 8 танков и 10 автомашин, рассеяно и частично уничтожено свыше полка пехоты противника.
Утром 4 августа 1941 года полк получил приказ о переподчинении 51-й Перекопской стрелковой дивизии, которая имела задачу перейти в наступление и овладеть Дубоссарами. 5 августа противник остановил наступление дивизии, а затем контратакуя продвинулся вперёд, 648-й корпусной артиллерийский полк своим огнём остановил дальнейшее продвижение противника. 6 августа полк получив приказ, взорвал неисправные трактора и начал отход на восток.
С начала августа до середины сентября 1942 года полк пополнялся личным составом и вооружением, занимался боевой подготовкой. 18 сентября полк получил приказ выступить по маршруту: Грязное, Семёновка, Усть-Погожье, Малая Ивановка, Лозное, Садки, юго-западная окраина Широкое. 22 сентября полк вошёл в подчинение 66-й армии Сталинградского фронта, после чего был введён в бой в районе села Ерзовка Сталинградской области.
19 ноября 1942 года полк участвовал в знаменитой артподготовке, возвестившей начало операции по окружению войск фельдмаршала Паулюса.

## Подчинение
| Подчинение      | Подчинение             | Подчинение            | Подчинение             | Подчинение                          |
| Дата            | Фронт (округ)          | Армия                 | Корпус                 | Примечания                          |
| --------------- | ---------------------- | --------------------- | ---------------------- | ----------------------------------- |
| 23.06.1941 года | Одесский военный округ | 9-я отдельная армия   | 35-й стрелковый корпус | -                                   |
| 24.06.1941 года | Южный фронт            | 9-я армия             | 35-й стрелковый корпус | -                                   |
| 01.07.1941 года | Южный фронт            | 9-я армия             | -                      | -                                   |
| 01.08.1941 года | Южный фронт            | 9-я армия             | -                      | поддерживал 51-ю стрелковую дивизию |
| 01.09.1941 года | Южный фронт            | 9-я армия             | -                      | -                                   |
| 01.10.1941 года | Южный фронт            | 9-я армия             | -                      | -                                   |
| 01.11.1941 года | Южный фронт            | 9-я армия             | -                      | -                                   |
| 01.12.1941 года | Южный фронт            | 9-я армия             | -                      | -                                   |
| 01.01.1942 года | Южный фронт            | 12-я армия            | -                      | -                                   |
| 01.02.1942 года | Южный фронт            | 37-я армия            | -                      | -                                   |
| 01.03.1942 года | Южный фронт            | фронтового подчинения | -                      | -                                   |
| 01.04.1942 года | Южный фронт            | 37-я армия            | -                      | -                                   |
| 01.05.1942 года | Юго-Западный фронт     | 38-я армия            | -                      | поддерживал 226-ю сд                |
| 01.06.1942 года | Юго-Западный фронт     | 38-я армия            | -                      | -                                   |
| 01.07.1942 года | Юго-Западный фронт     | 38-я армия            | -                      | -                                   |
| 01.08.1942 года | Сталинградский фронт   | фронтового подчинения | -                      | -                                   |
| 01.09.1942 года | Сталинградский фронт   | фронтового подчинения | -                      | -                                   |
| 01.10.1942 года | Донской фронт          | фронтового подчинения | -                      | поддерживал 252-ю сд, 226-ю сд      |
| 01.11.1942 года | Юго-Западный фронт     | фронтового подчинения | -                      | -                                   |
| 01.12.1942 года | Донской фронт          | 21-я армия            | -                      | -                                   |
| 01.01.1943 года | Южный фронт            | 2-я гвардейская армия | -                      | -                                   |
| 01.02.1943 года | Южный фронт            | 2-я гвардейская армия | -                      | -                                   |
| 01.03.1943 года | Южный фронт            | 2-я гвардейская армия | -                      | -                                   |

## Командование полка

### Командиры полка
- Бачманов Владимир Матвеевич (23.06.1941 — 05.08.1942), майор[2];
- Соколов, Иван Александрович (05.08.1942 — 01.03.1943), майор, подполковник[9]

### Заместители командира по строевой части
- Соколов Иван Александрович (08.1941 — 05.08.1942), капитан, майор[9];
- Фёдоров Михаил Степанович (11.1942 — 01.03.1943), майор[10]

### Военный комиссар (с 9.10.1942 заместитель командира по политической части)
- Фридман Абрам Соломонович (23.06.1941 — 01.03.1943), батальонный комиссар, майор

### Начальники штаба полка
- Соколов Иван Александрович (23.06.1941 — 08.1941), старший лейтенант[2];
- Жидовецкий Давид Мордкович (08.1941 — 24.02.1943), майор, подполковник;
- Шахов Иван Власович (24.02.1943 — 01.03.1943), капитан